# Зелёногурский повет
Зелёногу́рский повет (пол. Powiat zielonogórski) — повет (район) в Польше, входит как административная единица в Любушское воеводство. Центр повета — город Зелёна-Гура (в состав повета не входит). Занимает площадь 1350 км². Население — 75 219 человек (на 31 декабря 2015 года).

## Административное деление
- города: Бабимост, Червеньск, Каргова, Новогруд-Бобжаньски, Сулехув
- городско-сельские гмины: Гмина Бабимост, Гмина Червеньск, Гмина Каргова, Гмина Новогруд-Бобжаньски, Гмина Сулехув
- сельские гмины: Гмина Боядла, Гмина Свидница, Гмина Тшебехув, Гмина Забур, Гмина Зелёна-Гура

## Демография
Население повета дано на 31 декабря 2015 года.
| Перепись            | Всего  | Мужчины | Женщины |
| ------------------- | ------ | ------- | ------- |
| Всего               | 75 219 | 37 098  | 38 121  |
| Городское население | 34 159 | 16 338  | 17 521  |
| Сельское население  | 41 060 | 20 460  | 20 600  |